# Осборн, Томас, 4-й герцог Лидс
Томас Осборн (англ. Thomas Osborne; 6 ноября 1713 — 23 ноября 1789) — британский аристократ, 4-й герцог Лидс, 4-й маркиз Кармартен, 4-й барон Осборн и 5-й баронет Осборн с 1729 года, кавалер ордена Подвязки. Носил титулы учтивости граф Денби (1713—1729) и маркиз Кармартен (1729—1731). Окружной судья к югу от Трента (1748—1756) и к северу от Трента (1761—1774), кассир-казначей королевского двора (1756—1761), губернатор островов Силли (1766—1785)

## Биография
Томас Осборн был единственным выжившим ребёнком Перегрина Осборна, 3-го герцога Лидса, и его первой жены Элизабет Харли. Он родился в 1713 году, получил образование в Вестминстерской школе и Оксфордском университете. В 1731 году, после смерти отца, Томас унаследовал семейные владения и титулы и стал 4-м герцогом Лидсом. В 1738 году он получил учёную степень доктора гражданского права; с того же года герцог был членом Лондонского королевского общества.
Герцог был женат на Мэри Годольфин, дочери Фрэнсиса Годольфина, 2-го графа Годольфина, и Генриетты Черчилль. В этом браке родился сын Фрэнсис (1751—1799), ставший 5-м герцогом Лидсом.